# Конан О'Браєн
Конан Крістофер О'Браєн (англ. Conan Christopher O'Brien; нар. 18 квітня 1963, Бруклайн, Массачусетс) — американський комік ірландського походження, телеведучий, сценарист. З 1993 по 2009 був ведучим популярного вечірнього телешоу каналу NBC «Late Night with Conan O'Brien». У 2009–2010 роках був ведучим передачі «The Tonight Show with Conan O'Brien». З 8 листопада 2010 веде телешоу «Conan» на каналі TBS.
О'Браєн народився у Бруклайн, штат Массачусетс (не плутати з Брукліном Нью-Йорка) у родині Томаса О'Браєна, доктора-епідеміолога та професора медицини Гарварду і Рут О'Браєн, юристка та партнерка у консалтинговій компанії Роупс та Грей. Конан — третій з шести дітей у родині. Сім'я О'Браєн була ірландською католицькою сім'єю, предки якої іммігрували до США ще до громадянської війни 19-го сторіччя. В одному з епізодів (серій) Late Night шоу Конан О'Браєн знявся в Ірландії, в окрузі Керрі (county Kerry), де жили і звідки пішли його предки.
На початку своєї кар'єри на телебаченні Конан О'Браєн був автором сценаріїв популярної телепрограми «Saturday Night Live» і писав сценарії для мультсеріалу «Сімпсони».